# جان فيليب (لاعب كرة يد)
جان فيليب (بالتشيكية: Jan Filip)‏ (14 يونيو 1973 في التشيك - ) هو لاعب كرة يد التشيك. لعب مع راين نيكار لوين.

## وصلات خارجية
- جان فيليب على موقع الاتحاد الأوروبي لكرة اليد (الإنجليزية)